# Tom Schwarz
Tom Schwarz (* 29. Mai 1994 in Halle (Saale)) ist ein deutscher Profiboxer.
Schwarz kämpft für den Magdeburger Fides Sports-Boxstall. Sein Manager ist Burim Sylejmani und er wird von Yoan Pablo Hernandez Suarez trainiert.

## Karriere
Seinen ersten Profikampf am 29. August 2013 gewann die talentierte deutsche Schwergewichtshoffnung bereits im Alter von 19 Jahren durch  K. o. nach 20 Sekunden in der ersten Runde gegen den 34-jährigen Mario Schmidt. Weitere elf Aufbaukämpfe folgten, bis Schwarz mit dem Deutschkasachen Konstantin Airich am 11. Juli 2015 erstmals einen namhaften Gegner boxen durfte. In einer konzentrierten Vorstellung bezwang Schwarz in seinem 13. Profikampf seinen Konkurrenten durch einstimmige Punktentscheidung nach acht Runden.
In seinem 15. Profikampf am 15. November 2015 durfte Schwarz gegen den schlagstarken 20-jährigen Deutschrussen Ilja Mezencev um den vakanten WBO-Jugendweltmeistertitel kämpfen. Bereits in der ersten Runde ging Schwarz gegen Mezencev, der zu diesem Zeitpunkt jeden seiner zehn Profikämpfe per  K. o. gewinnen konnte, zu Boden und wurde angezählt. Im weiteren Verlauf des Kampfes konnte Schwarz dominieren und schließlich in der siebten Runde durch  K. o. den Kampf und somit auch den WBO-Jugendweltmeistertitel gewinnen.
Am 4. Juni 2016 kämpfte Schwarz gegen den in neun Kämpfen ebenfalls ungeschlagenen Deutschen Dennis Lewandowski um den vakanten Jugendweltmeistertitel der WBC. Dieser Kampf stellte zugleich die zweite Titelverteidigung des WBO-Jugendweltmeistertitels dar. Schwarz dominierte den auf zehn Runden angesetzten Kampf deutlich und gewann durch einstimmige Punktentscheidung.
Am 22. April 2017 konnte Schwarz gegen den 40-jährigen Bosnier Adnan Redzovic (18-1-0) den vakanten WBO-Interkontinental-Titel durch K.-o.-Sieg in der zweiten Runde erringen.
Am 21. April 2018 trat Schwarz gegen den bis zu diesem Zeitpunkt ebenfalls ungeschlagenen Deutsch-Kosovaren Senad Gashi an. In einem äußerst umstrittenen Kampfverlauf kam es zu mehreren Kopfstößen seitens Gashi, die in der 6. Runde des Kampfes dessen Disqualifikation zur Folge hatten. Bis zu diesem Zeitpunkt war der Kampf ausgeglichen, wobei Schwarz von dem 13 cm kleineren Gashi einige Male schwer in Bedrängnis gebracht werden konnte. Noch im selben Jahr folgten zwei K.-o.-Siege gegen den Mexikaner Julian Fernandez und Christian Lewandowski aus Greifswald.
Im März 2019 verteidigte er gegen Kristijan Krstacic den WBO-Interkontinental-Schwergewichtstitel und blieb damit nach 24 bestrittenen Profikämpfen in seiner Karriere weiter ungeschlagen.
Im Juni 2019 unterlag er Tyson Fury in Las Vegas durch Technischen  K. o. in der 2. Runde. Es stellt seine erste Profiniederlage dar. Mit dieser Niederlage verlor er auch den WBO-Interkontinentalmeister-Titel. Noch im selben Jahr folgte im August ein Sieg in Tschechien gegen Radek Varak, bevor er einen IBF-Titelkampf im September den Deutschen Ilja Mezencev nach dessen Aufgabe gewann.
Nachdem er sich sowohl wegen Körperverletzung (Verfahren eingestellt) und Beleidigung  hatte verantworten müssen, gab er am 9. April 2022 sein Comeback im Boxring. Dieses ging mit Protesten einher.
| Jahr | Datum         | Ort                                 | Gegner                   | Ergebnis |
| 2013 | 28. Juni      | Maritim Hotel, Halle (Saale)        | Mario Schmidt            | Sieg / K. o. 1. Runde |
| 2013 | 19. Oktober   | Messehalle, Leipzig                 | Pavlo Nechyporenko       | Sieg / TKO 1. Runde |
| 2013 | 6. Dezember   | Brandenburg-Halle, Frankfurt (Oder) | Edgars Kalnars           | Sieg / Punktsieg |
| 2014 | 1. März       | GETEC Arena, Magdeburg              | Janis Ginters            | Sieg / Punktsieg |
| 2014 | 28. März      | MBS Arena, Potsdam                  | Frantisek Kynkal         | Sieg / K. o. 1. Runde |
| 2014 | 30. Mai       | Energie Verbund-Arena, Dresden      | Ante Verunica            | Sieg / TKO 1. Runde |
| 2014 | 30. Mai       | Energie Verbund-Arena, Dresden      | Lukas Filka              | Sieg / TKO 1. Runde |
| 2014 | 26. Juli      | Anhalt-Arena, Dessau                | Olegs Lopajevs           | Sieg / TKO 1. Runde |
| 2014 | 2. Oktober    | Circus Krone, München               | Tomas Mrazek             | Sieg / Punktsieg |
| 2014 | 20. Dezember  | Ballhaus Forum, München             | Adnan Buharalija         | Sieg / K. o. 1. Runde |
| 2015 | 7. März       | Maritim Hotel, Magdeburg            | Jakov Gospic             | Sieg / TKO 3. Runde |
| 2015 | 2. Mai        | Sparkassen-Arena, Jena              | Vaclav Pejsar            | Sieg / Punktsieg |
| 2015 | 11. Juli      | GETEC Arena, Magdeburg              | Konstantin Airich        | Sieg / Punktsieg |
| 2015 | 19. September | Belantis-Arena, Leipzig             | Gezim Tahiri             | Sieg / Referee Technical Decision (RTD) 3. Runde                                                                                    |
| 2015 | 14. November  | Anhalt-Arena, Dessau                | Ilja Mezencev            | Sieg / K. o. 7. Runde WBO Youth Schwergewichts-Titelkampf                                                                           |
| 2016 | 5. März       | Home Monitoring Arena, Pilsen       | Gogita Gorgiladze        | Sieg / TKO 1. Runde WBO Youth Schwergewichts-Titelverteidigung                                                                      |
| 2016 | 4. Juni       | Seebühne Elbauenpark, Magdeburg     | Dennis Lewandowski       | Sieg / Punktsieg World Boxing Council Youth World Schwergewichts-Titelkampf WBO Youth Schwergewichts-Titelverteidigung              |
| 2017 | 11. März      | Sportovni Hala Kralovka, Prag       | Ivica Bacurin            | Sieg / Punktsieg |
| 2017 | 22. April     | Messehalle, Erfurt                  | Adnan Redzovic           | Sieg / K. o. 2. Runde WBO Inter-Kontinental Schwergewichts-Titelkampf                                                               |
| 2018 | 3. Februar    | Erdgas arena, Halle (Saale)         | Samir Nebo               | Sieg / TKO 4. Runde WBO Inter-Kontinental Schwergewichts-Titelverteidigung Germany BDB Schwergewicht-Titelkampf                     |
| 2018 | 21. April     | Estrel Convention Center, Berlin    | Senad Gashi              | Sieg / Disqualifikation 6. Runde WBO Inter-Kontinental Schwergewichts-Titelverteidigung Germany BDB Schwergewicht-Titelverteidigung |
| 2018 | 15. September | Stadthalle, Magdeburg               | Julian Fernandez         | Sieg / K. o. 2. Runde WBO Inter-Kontinental Schwergewichts-Titelverteidigung                                                        |
| 2018 | 17. November  | Anhalt-Arena, Dessau                | Christian Lewandowski    | Sieg / TKO 6. Runde |
| 2019 | 2. März       | Maritim Hotel, Magdeburg            | Kristijan Krstacic       | Sieg / K. o. 2. Runde WBO Inter-Kontinental Schwergewichts-Titelverteidigung                                                        |
| 2019 | 15. Juni      | MGM Grand Garden Arena, Las Vegas   | Tyson Fury               | Niederlage / TKO 2. Runde |
| 2019 | 17. August    | Hospudka Eden, Usti nad Labem       | Radek Varak              | Sieg / TKO 1. Runde |
| 2019 | 28. September | Stadthalle, Magdeburg               | Ilja Mezencev            | Sieg / RTD 6. Runde IBF-Titelkampf                                                                                                  |
| 2022 | 9. April      | Stadthalle, Falkensee               | Muhammed Ali Durmaz      | Sieg / K. o. 1. Runde |
| 2023 | 23. September | GETEC Arena, Magdeburg              | Kostiantyn Dovbyshchenko | Sieg / Punktsieg |
| 2023 | 25. November  | Verti Music Hall, Friedrichshain    | Christian Demaj          | Sieg / K. o. 3. Runde |

## Privates
Schwarz war zwischen 2014 und 2015 etwa eineinhalb Jahre mit der Sängerin Annemarie Eilfeld liiert.
Ab Dezember 2020 musste sich Schwarz wegen gefährlicher Körperverletzung zum Nachteil seiner Ex-Verlobten Tessa S. vor Gericht verantworten, der er mit einem Faustschlag mehrfach den Kiefer gebrochen hatte. Nachdem die Vorwürfe bekannt geworden waren, wurde Tom Schwarz im Juni 2020 von seinem bisherigen Boxstall Sport Events Steinforth suspendiert. Nachdem der erste Verhandlungstag vor dem Amtsgericht Burg im April 2021 aufgrund des großen Medieninteresses abgesagt worden war, wurde das Strafverfahren Ende 2021 gegen eine Geldauflage von 2.500 € nach § 153a StPO eingestellt, da nur einfache Körperverletzung vorliege und Schwarz möglicherweise in Notwehr gehandelt und nur deren Grenzen überschritten hatte.
Im Februar 2021 wurde der inzwischen mit einer anderen Frau verheiratete Schwarz Vater einer Tochter.